# 1779 en philosophie
Chronologie de la philosophie
- 1775
- 1776
- 1777
- 1778
- 1779
- 1780
- 1781
- 1782
- 1783

L’année 1779 a été marquée, en philosophie, par les événements suivants :

## Publications
- François Hemsterhuis : Aristée ou De la divinité.
- Les Dialogues Concerning Natural Religion de David Hume sont publiés à Londres éd. posthume, Londres, Robinson, 1779 - tr.fr. Dialogues sur la religion naturelle.

- Blaise Pascal : Blaise Pascal, Œuvres de Blaise Pascal en 5 tomes, La Haye, Chez Detune, Libraire, 1779.